# Renan (futebolista)
Renan Brito Soares, mais conhecido como Renan, (Viamão, 24 de janeiro de 1985), é um ex-futebolista brasileiro que atuava como goleiro.

## Carreira

### Internacional
Renan chegou ao Internacional em 1994, influenciado pelo irmão Ivan, que também atuou na base do colorado e acabou tornando-se preparador de goleiros. Aos 15 anos, foi campeão do Mundial Sub-15. Iniciou sua carreira profissional atuando no Campeonato Gaúcho de 2005, no jogo em que o Internacional venceu o Juventude no Beira-Rio por 1 a 0. Participou de Seleções Brasileiras de Categorias de Base, onde chegou a ser capitão da seleção sub-20 no Mundial da Holanda, em 2005.
O jovem goleiro não demorou para cair nas graças da torcida colorada, pois no Campeonato Brasileiro de 2006, Renan quebrou o recorde do ex-goleiro Taffarel, ficando 770 minutos em campo sem levar gols.
No final de 2007, renovou seu contrato com o Internacional até 2012, com o objetivo de em 2008 assumir de vez a titularidade do gol colorado e defender a Seleção Brasileira de Futebol nas olimpíadas de Pequim.
Já em suas primeiras partidas como titular do gol colorado, enfrentou grandes equipes do futebol internacional pela Copa de Dubai, entre 5 e 7 de janeiro de 2008, sofrendo apenas um gol e conquistando o referido torneio.

### Valencia
No dia 12 de agosto de 2008, foi anunciada a transferência do atleta por 5 milhões de euros para o Valencia da Espanha. Foi titular incontestável no gol da equipe espanhola, mas após sofrer uma lesão na temporada, Renan perdeu espaço no clube.

### Xerez
Para a temporada 2009-10, o jovem goleiro foi emprestado ao Xerez, que subiu para a primeira divisão espanhola em 2009.

### Retorno ao Internacional
Já no ano 2010 foi recontratado pelo Internacional por empréstimo. Apesar das falhas nos jogos decisivos da Libertadores 2010, realizou boas partidas e ajudou a equipe na conquista do Bicampeonato. Participou da Copa do Mundo de Clubes da FIFA de 2010, onde o Internacional foi derrotado pelo TP Mazembe nas semifinais.
Já em 2011, Renan perdeu a titularidade para Lauro e, posteriormente, Muriel. Mesmo assim, Renan renovou seu contrato com o Inter até o fim de 2012, sendo reserva imediato de Muriel. No dia 2 de dezembro de 2012, realizou a sua última partida pelo colorado, justamente substituindo Muriel, expulso aos 3 minutos do segundo tempo, no último Grenal do Estádio Olímpico. Mesmo com dois jogadores a menos desde o início do segundo tempo, o jogo terminou 0x0, tendo Renan atuação destacada.

### Goiás
No dia 17 de dezembro de 2012, Renan foi confirmado como novo reforço do Goiás. estreou depois da goleada do time do Goiás para o Cruzeiro por 5x0, Renan assumiu a titularidade que anteriormente era do ídolo Harlei. Com ótimas atuações, Renan virou ídolo da torcida do Goiás ultrapassando a marca de mais de 200 jogos pelo clube.

### Ceará
Renan acertou com o Ceará em 2018.

### São Bento
Após deixar o Ceará, Renan acertou com o São Bento para 2019.

### Esportivo
Em 2020, Renan voltou ao Rio Grande do Sul para defender o Esportivo, de Bento Gonçalves.

### Marcílio Dias
Em junho de 2021, Renan foi anunciado como reforço do Marcílio Dias, de Itajaí, para a disputa do Campeonato Brasileiro da Série D.

## Seleção Brasileira
Em 22 de janeiro de 2007, recebeu sua primeira convocação para a Seleção Brasileira, feita pelo técnico Dunga, para atuar no jogo contra a seleção da Irlanda.

## Títulos
Internacional
- Campeonato Gaúcho: 2005, 2008, 2011, 2012
- Copa Libertadores da América: 2006, 2010
- Copa do Mundo de Clubes: 2006
- Recopa Sul-Americana: 2007, 2011
- Copa Dubai: 2008

Goiás
- Campeonato Goiano: 2013, 2015, 2016, 2017

Ceará
- Campeonato Cearense: 2018

Esportivo
- Campeonato do Interior: 2020

### Campanhas em Destaque
Seleção Brasileira
- Campeonato Mundial Sub-20: 2005 (3º colocado)
- Jogos Olímpicos: 2008 (Bronze)